# Крістіан Фердинанд Фрідріх Гокстеттер
Крістіан Фердинанд Фрідріх Гокстеттер (нім. Christian Ferdinand Friedrich Hochstetter, 16 лютого 1787 — 20 лютого 1860) — німецький ботанік та міколог.

## Біографія
Крістіан Фердинанд Фрідріх Гокстеттер народився у Штутгарті 16 лютого 1787 року.
У 1807 році він отримав ступінь магістра. Гокстеттер зробив значний внесок у ботаніку, описавши багато видів рослин.
Крістіан Фердинанд Фрідріх Гокстеттер помер у Ройтлінгені 20 лютого 1860 року.

## Наукова діяльність
Крістіан Фердинанд Фрідріх Гокстеттер спеціалізувався на папоротеподібних, водоростях, насіннєвих рослинах та на мікології.

## Наукові праці
- Enumeratio plantarum Germaniae Helvetiaeque indigenarum. 1826 (zusammen mit Ernst Gottlieb von Steudel)
- Naturgeschichte des Pflanzenreiches in Bildern. 1865; dies ist die 2. Auflage des Teiles über das Pflanzenreich aus dem Werk «Lehrbuch der Naturgeschichte» von Gotthilf Heinrich von Schubert.